# Medusa-edderkoppen
Medusa-edderkoppen, eller Medusa Spider, er en fiktiv edderkoppeart i den amerikanske tv-serie Lost. Producerne har på kommentarsporet til afsnittet "Exposé" forsikret at arten er opdigtet.
Leslie Arzt forklarer at den ikke slår ihjel, men at et bid kan lamme offerets krop i ca. otte timer.

## Fodnoter
1. ↑  Lost: Kommentarspor til:
"Exposé" (Sæson 3, afsnit 14). Manuskript af Edward Kitsis & Adam Horowitz.  Broadcasted første gang på American Broadcasting Company den TBA.

| Lost | Spire Denne artikel om tv-serien Lost er en spire som bør udbygges. Du er velkommen til at hjælpe Wikipedia ved at udvide den. |